# 機動戦士ガンダムF91
『機動戦士ガンダムF91』（きどうせんしガンダム フォーミュラ ナインティワン、MOBILE SUIT GUNDAM Formula 91）は、1991年3月16日に松竹系で劇場公開されたガンダムシリーズのアニメーション映画。略称は「F91（エフきゅうじゅういち）」。キャッチコピーは「目覚めよ宇宙。" ガンダム "新時代-第一章」、「ガンダムは、新たなる宇宙へ…」、「人は、いつ戦争を忘れることができるのか？」。同時上映は『武者・騎士・コマンド SDガンダム緊急出撃』。2020年10月2日には「ガンダム映像新体験TOUR」として『機動戦士ガンダムF91 完全版』が4DX上映された。

## 作品解説
本作は『機動戦士ガンダム』の映画化10周年を記念して制作された劇場用オリジナル作品である。サンライズとしては劇場用単独作として作った2作目のガンダム作品となる。サンライズの劇場用アニメとしては初めてビスタサイズの動画用紙で作画された作品であり、これ以前の同社の劇場用アニメはすべて通常サイズの動画用紙の上下を切ってビスタサイズの縦横比に合わせて作画されていた。
『ファーストガンダム』から始まったアムロ・レイとシャア・アズナブルを中心としたストーリーラインは前作『機動戦士ガンダム 逆襲のシャア』で幕を閉じたことにより、本作は新たな時代と人物による新ガンダムシリーズの立ち上げを目指して企画された。時代設定は一年戦争から40年以上、第二次ネオ・ジオン抗争からは約30年の年月が経過した宇宙世紀0123年が舞台である。それまでのシリーズに登場した人物は登場しないが、『逆襲のシャア』等に登場した一部のMSや艦船は引き続き登場する。
「新時代のガンダム」として企画された作品で、企画には初めからバンダイのホビー事業部が関与していた。もともとはTVシリーズとしてやるという話もあり、監督の富野由悠季はそのつもりで考えていたが、バンダイなどとの話し合いの結果、劇場作品ということに決まった。そして『機動戦士ガンダム』の劇場公開10周年に合わせ、そのテレビシリーズ用の構想の序盤1クール分にあたるストーリーを劇場用完全新作として映像化したものが本作である。ただし、作品として短期間で消えてしまっては困るので、ゲームを作ったり並行して模型企画『機動戦士ガンダムF90』を展開したりした。当時のサンライズ社長山浦栄二からも「今まで10年来たんだから、この先10年持つものにしよう」という話が出た。
タイトルにある「F」は「Formula（フォーミュラ）」の頭文字であり、この単語には「公式」という意味のほかに「基準」という意味も含まれているので、「ガンダムの新基準を作る」という意味でタイトルとガンダムの名前には『ガンダムF91』と付けられることになった。
前作『逆襲のシャア』ではシャアとアムロの対決で「ニュータイプ」に関して一応の決着がついたとされ、作品発表に際し本作の物語の主題は「家族論」であると富野は述べている。また、ニュータイプ論がテーマで難解だった前作に対し本作は「家族の問題」という身近なテーマで、主人公のヒーロー像も含め新世代の観客に対しても解りやすさに重点を置き、物語もハッピーエンドになった。この結果、富野は本作を「ストーリー的には成功」としている。
『ガンダム』以来久々に富野との話し合いにより作られたMSは、従来から大きく変わったことにより賛否が分かれた。
バンダイから発売された『ガンダムF91』のプラモデルでは、当時の先端技術である「システムインジェクション」が採用された。これは多色成型により1枚のランナーに複数の色のパーツを納め、模型製作におけるハードルを下げるためであり、若年層への配慮である。
劇場公開後、『機動戦士ガンダムF91 完全版』（ディレクターズ・カット版）が制作されている。これは製作の遅れが発生した事による作画の乱れを直すため、本編フィルムの一部カット修正、約5分の新作カットを追加等の再編集および音声の再ダビングが行われてビデオ販売された物である。
企画書には「F91の続編は絶対に制作します」と記されていたが、テレビシリーズにおける続編は諸般の事情で2025年現在も作られておらず、1993年にはそれに替わる形で、本作からさらに30年後を描いたテレビシリーズ『機動戦士Vガンダム』の放映が開始された。本作のその後は富野原作による漫画『機動戦士クロスボーン・ガンダム』である程度描かれている。本作以降もガンダムシリーズでは劇場アニメーションが公開されているが、いずれもテレビシリーズやOVA作品を再編集し、新作カットを追加したものである。完全新作の劇場アニメーションは、2010年公開の『劇場版 機動戦士ガンダム00 -A wakening of the Trailblazer-』まで19年間制作されなかった。

## 制作
本企画は1988年から1989年の間、元号をまたいで始まり、1990年1月にはほぼ形がまとまって制作に入った。
『機動戦士ガンダムΖΖ』まではSF考証専門の担当者がいたが、今回はSFというより家族話、また兵器物でありながらロボット物でもあるので、マンガ的発想を持てる人に協力してもらおうということになり、漫画家のためにミリタリーやSF考証を行なっている西野公平の参加が決まった。西野からはMSの編隊構成や集団戦のアイデア、バグ、「分身」の原案となった多重装甲の「十二単ガンダム」などが提案された。 
1989年（平成元年）2月、「平成ガンダム」の開発がスタート。メインの流れを汲むガンダム企画だが、富野監督との基本設定作業とは別に、メカ（MSのみ）のデザイン原案という形でプレ企画がスタート。
4月、具体的なミーティングがスタート。これまでとは全く異なる時代設定と舞台の作品となることが確定。この頃にはすでにメカは大河原邦男、キャラクターは安彦良和だろうという話が出ていた。
5月、企画作業は具体的な実現に向けての段階に入る。新しい世界観や敵、キャラクターなどを富野監督のメモから出て来た文章をもとにまたメモを作るという作業が続く。
8月、貴族主義とクロスボーン・バンガード、そしてコスモ・バビロニアという世界観が提案され、主人公のシーブックやベラという名前もすでに出ていた。大河原と安彦の参加が正式決定。TVシリーズなら9月までに設定が上がっている必要があるということで本格的なメカデザインが始まる。
9月、映画かTVシリーズか決まらないまま作業に入り、とりあえずTVシリーズに備えた企画書が書かれる。
10月、TVシリーズ構成案（13話まで）が完成するが、スケジュール的に1990年4月スタートのテレビは無理ということになった。10月中旬に映画で行くことが決まり、まだ話の途中の構成案のラストだけを切りのいいように監督がいじってそのまま劇場版の第1次プロットに転用した。
1990年1月、映画の企画書が作成され、シナリオが完成しないまま富野監督が絵コンテを描き始める。

## デザイン
サンライズから「F91は（機動戦士ガンダムの）旧スタッフで作って欲しい」という要望が出ていたこともあり、メカニックデザイナーには大河原邦男、キャラクターデザイナーには安彦良和が選ばれた。富野由悠季とともに『ガンダム』の象徴的存在とも言える両名が久々に顔を揃えている。
メカに関しては、時代設定が一新されて全く新しいMS観を築く必要が出てきたので、新シリーズの第1章であるということも含め、「その時代のベースになるデザインを作ってもらうならやはり大河原邦男だろう」ということになった。キャラクターに関しても、元はTVシリーズということもあってとにかく登場人物が多いため、「これだけ多くの人物を描き分け、しかも魅力的に見せてくれるのは安彦しかいない」ということで安彦良和に決まった。安彦は当初、あまり乗り気でなかったが、きちんと打ち合わせをして話作りに関われるのなら、という条件付きで引き受けた。また安彦は、本作を最後にアニメ製作の仕事から退いた。
本作品では、モビルスーツ（MS）の小型化など、新たな要素が数多く投入されている。MSの全高は約15メートルにダウンサイジングされ、人とMSの芝居をより緊密にする取り組みがなされている。また、新しいガンダムのデザインには「分身」や「人の顔」というテーマがあり、そのギミックも取り入れられている。
主人公機であるガンダムF91は、「原点回帰」であったνガンダムに対し、いかにもガンダムらしい頭部と白を基調とした赤青黄のトリコロールのカラーリング以外、ガンダム的な記号を極力廃したデザインとなっている。当初のデザインはあまりに「ガンダムらしい」イメージだったため、富野監督から「もっとチャレンジングなものにしたい」という要望が出た。そこで大河原は、当時注目を集めていたF1レースなどのフォーミュラカーのようなイメージでデザインを描き、そのデザインがガンダムF91となった。一方、それまで進めていたデザインは模型企画の『機動戦士ガンダムF90』という形でプラモデルで展開することになった。
敵方のクロスボーン・バンガードのMSは、「コスモ・バビロニアのMS」ということから富野監督に「古代バビロニア」をモチーフとすることを提案された。大河原は、歴史上バビロンがあったチグリス・ユーフラテス川周辺の民族衣装などを全て調べ、そこからインスピレーションを得て「モノアイ」に代わるデザインとして「ゴーグル」にたどり着いた。TVシリーズ化も視野に入れていたので敵MSに関してもキッチリと作り込もうという方針だったため、偵察型、格闘型、攻撃型の3種類を作り、そしてそれを指揮官用と一般用に分けて全部で6種類のデザインを完成させた。
カラーリングに関しては、スタッフの共通認識として「ガンダムは白い機体にしよう」というのがあり、大河原もそのイメージでデザインを進めた。最終的にはバンダイからの要望で青が入ったが、「白を基調に」というのは変わらなかった。クロスボーン・バンガードの機体色は色指定担当が決めたが、機体のイメージカラーの延長で単色になった。また当時はデジタルペインティングではなく手塗りだったので、多数の色を揃えたり塗り分けたりするのが大変だったということもある。
大河原は通常作画の手間を考えて線を少なくすることに注意しているが、本作では劇場作品ということもあり、サンライズ側から「線減らしはあとでやるから、敵味方すべて出来るだけ細かくディテールを入れてくれ」との指定があった。大河原は細かいディテールを書き込む一方で、シルエットだけで機体の違いが見分けられるようにもデザインしている。
デザイン作業の終盤に大河原が髄膜炎を患って入院してしまい、当時サンライズ企画室所属だった石垣純哉がジェガンのリメイクやバグとラフレシアのラフ案を描き、後者2点は退院した大河原がクリンナップした。
新たにメカをデザインする人手も時間も足りないため、艦船などは旧来のものを流用し、細部のすり合わせのためにディテーラーとしてサンライズ所属の中沢数宣が参加した。

## 物語
大きな戦乱も無く平和な世界、人類はその大半が地球から月までの軌道に設置されたスペースコロニーに移住し、地球連邦政府という国家の枠組みを超えた全地球規模の組織に統治されていた。
しかし、長引く平和の間に、敵対勢力がいなくなった地球連邦政府は腐敗の一途をたどり、政府は地球に住む民間人を摘発し、宇宙へ締め出ししていた。政府高官は特権階級の専横により地球に当然のように住み続け、地球環境は悪化する一方であった。これに対しブッホ・コンツェルンの総帥、マイッツァー・ロナは「人の上に立つべき者は、人々の規範となるような高貴な精神を持つ者でなければならない」とする思想「コスモ貴族主義」を掲げ、堕落の温床となる既得権益を排除した能力重視の階級制度によって社会を立て直すために、地球連邦政府の打倒を画策し、秘密裏に軍事組織 クロスボーン・バンガード（C・V）を設立していた。
宇宙世紀0123年3月、ロナ家一族の鉄仮面、ドレル・ロナに率いられた武装集団は、フロンティアサイドの新興スペースコロニー「フロンティアIV」を急襲する。連邦軍のMS部隊は迎撃するがまるで歯が立たず、いたずらに戦火を拡大させるだけであった。
街を覆う戦火と混乱と容赦ない死の中で、フロンティア学園の生徒であるシーブック・アノーと妹のリィズは、襲撃から避難するために友人達とともにシェルターへ避難しようとする。ガンタンクR-44に乗り込み逃走の末コロニーを脱出するが、同行していた内の一人 セシリー・フェアチャイルドはC・Vに連れ去られてしまう。セシリーの素顔はマイッツァーの生き別れの孫娘ベラ・ロナだった。
シーブック達は近隣のコロニー「フロンティアI」にたどり着き、地球連邦軍の宇宙練習艦スペース・アークに保護される。艦内にはガンダムF91と名付けられた整備中のMSがあった。
一方、C・Vに占領されたフロンティアIVではコスモ貴族主義の実現のための国家「コスモ・バビロニア」の建国が宣言され、セシリーはコスモ・バビロニアの象徴として祭り上げられることになる。
そして、F91に乗って反攻するシーブックと、専用MSビギナ・ギナを与えられたセシリーは、戦場で対峙する。

## 登場人物
地球連邦軍（民間人、レジスタンス含む）
- シーブック・アノー （声 - 辻谷耕史）
- セシリー・フェアチャイルド（ベラ・ロナ） （声 - 冬馬由美）
- アーサー・ユング （声 - 松野太紀）
- アンナマリー・ブルージュ （声 - 神代知衣）
- エルム夫人 （声 - 峰あつ子）
- クリス （声 - 遠藤章史）
- グルス・エラス （声 - 竹村拓）
- ケーン・ソン （声 - 佐藤浩之）
- コズモ・エーゲス（コズミック） （声 - 渡部猛）
- コチュン・ハイン （声 - 吉田古奈美）
- サム・エルグ （声 - 高戸靖広）
- ジェシカ・ングロ （声 - 天野由梨）
- ジョージ・アズマ （声 - 西村智博）
- ストアスト長官 （声 - 池田勝）
- ドロシー・ムーア （声 - 折笠愛）
- ドワイト・カムリ （声 - 子安武人）
- ナント・ルース （声 - 大友龍三郎）
- バルド中尉 （声 - 若本規夫）
- ビルギット・ピリヨ （声 - 塩屋翼）
- ベルトー・ロドリゲス （声 - 伊倉一恵）
- マヌエラ・パノパ （声 - 鈴木みえ 現・一龍斎貞友）
- ミゲン・マウジン （声 - 神代知衣）
- ミンミ・エディット （声 - 千原江理子）
- モニカ・アノー （声 - 荘司美代子）
- リア・マリーバ （声 - 小林優子）
- リィズ・アノー （声 - 池本小百合）
- レアリー・エドベリ艦長代行 （声 - 横尾まり）
- レズリー・アノー （声 - 寺島幹夫）
- ローバー （声 - 田口昂）
- ロイ・ユング （声 - 大木民夫）

クロスボーン・バンガード
- ザビーネ・シャル （声 - 梁田清之）
- カロッゾ・ロナ（鉄仮面） （声 - 前田昌明）
- シオ・フェアチャイルド （声 - 大木民夫）
- ジレ・クリューガー大佐 （声 - 小林清志）
- ドレル・ロナ （声 - 草尾毅）
- ナーイ・フレッチェン （声 - 上村典子）
- ナディア・ロナ （声 - 坪井章子）
- ボブルス （声 - 稲葉実）
- マイッツァー・ロナ （声 - 高杉哲平）

## 登場兵器
本作に登場するMSの特徴として、従来より小型化していることがあげられる。『逆襲のシャア』でのMSは大型化しており、初代ガンダムの頭頂高は約18mだったのに対し、νガンダムは22mに達していたが、本作のMSは約15m程度と大幅に小型化されている。
設定上はMSが大型・肥大化したことによる運用面での不備が出てきたことによるコストダウンのためとされている。
アニメの演出面の理由として、富野は「一番大きな理由としては、模型にしたときに、同スケールで縮めた人間のモデルとからめやすい、ジオラマなどの情景が組みやすいという点にあります」と『聖戦士ダンバイン』のロボットが小型化されたのとほぼ同様の理由を述べている。富野自身は10m以下のサイズまで小型化したかったが、結局商品展開の都合で15m程度に収まった。
また、プラモデルなどの商品のコストダウンも目的であった。しかし、実際には従来のスタンダードである1/144スケールサイズに「1/100」の看板が付いたに過ぎず、ボールジョイント型ポリキャップや色プラ技術、二重関節などの本格導入もあり、スタンダードスケールの価格はむしろ上がった。
この設定は従来のファンから受け入れられず、特に模型ファンからの不満の声が多かった。また、映像演出的にも中途半端であり「人間のモデルとからめやすい」メリットは発揮されづらかった。そのため、次作『機動戦士Vガンダム』は基本的に15mサイズだが、敵側MSの中には第1期MSサイズの新型機も登場した。また、それ以降に製作された『機動武闘伝Gガンダム』から『新機動戦記ガンダムW』までは16.7m程度で設定され、富野が監督を務めた『∀ガンダム』以降は再び20mサイズとなっている。

## スタッフ
- 原案 - 矢立肇
- 原作・監督 - 富野由悠季
- 脚本 - 伊東恒久、富野由悠季
- 演出 - 杉島邦久
- レイアウト - 北原健雄
- 美術 - 池田繁美
- 撮影 - 奥井敦
- 編集 - 布施由美子、野尻由紀子、安藤洋子
- 編集協力 - 森田編集室
- 作画監督 - 北原健雄、村瀬修功、小林利充
- 音楽 - 門倉聡
- 音響 - 藤野貞義
- キャラクターデザイン - 安彦良和
- メカニカルデザイン - 大河原邦男
- 設定協力 - 西野公平
- デザイン協力 - 石垣純哉
- ディテールサポート - 中沢数宣（RED）
- プロデューサー - 中川宏徳
- 企画・製作 - サンライズ
- 製作 - 山浦栄二
- 制作委員会
  - 松竹 - 奥山和由、創通エージェンシー - 那須雄治
  - 名古屋テレビ - 木谷忠、バンダイ - 山科誠
  - サンライズ - 伊藤昌憲

## 主題歌
テーマ曲「ETERNAL WIND〜ほほえみは光る風の中〜」
作詞 - 西脇唯 / 作曲 - 西脇唯、緒里原洋子 / 編曲 - 門倉聡 / 唄 - 森口博子
イメージ曲「君を見つめて -The time I'm seeing you-」
作詞 - 井荻麟、茂村泰彦 / 作曲 - 茂村泰彦 / 編曲 - 門倉聡 / 唄 - 森口博子
元々は「君を見つめて」がテーマ曲で「ETERNAL WIND」は挿入歌の予定だったが(事実、銀座東急ホテルで行われた制作発表会にて君を見つめてが、タイトル未定のまま主題歌予定曲として披露された)、富野由悠季の意向により変更され、「ETERNAL WIND」は挿入歌としても使用されたままテーマ曲となり、「君を見つめて」はイメージソングという扱いとなった。プロモーションフィルムでは「君を見つめて」が使用されている。森口はデビュー曲である『Ζ』後期主題歌「水の星へ愛をこめて」以来のガンダム主題歌になる。この曲は森口にとって自身最大のヒット曲となり、『紅白歌合戦』の初出演も果たした。
また、公開当時にはそれぞれの曲を使用した数種類のCMが放映されていた。

## ホームメディア
各種あるテープメディア・ディスクメディアは、全てバンダイナムコアーツ（2018年3月末まではバンダイビジュアル）から発売。
映画の前売り券には特典としてテレフォンカードやプラモデル（『BB戦士 ガンダムF91 チケットスペシャル』。のちに発売された通常版とは別物）、『機動戦士ガンダム0083 STARDUST MEMORY』第1話のビデオが付属したセットもあった。
劇場公開後、本編フィルム全8ロール中1から6ロールの一部カット修正、7・8ロールに約5分の新作カットを追加して再編集および音声の再ダビングしたディレクターズカット版『機動戦士ガンダムF91 完全版』がビデオ販売された。
- DVD 『機動戦士ガンダムF91』（1枚組、2001年3月25日発売）

『劇場公開版』と『完全版』の両方が収録されている（DVDソフトの『劇場公開版』は、1から6ロールが『完全版』であり、厳密な意味で『劇場公開版』と同内容のDVDは存在しない）。
- Blu-ray 『機動戦士ガンダムF91 初回限定版・通常版』 (1枚組、2011年6月24日発売)

- Ultra HD Blu-ray&Blu-ray『機動戦士ガンダムF91 4KリマスターBOX』(2枚組、2018年6月22日発売)

Ultra HD Blu-rayと同じ4Kマスターを使用したBlu-rayを同梱した2枚組BOX仕様。音声特典として、オリジナルのドルビーサラウンド音声成分を分解・再配置し、低音成分を追加した「4.1ch アドサラウンド」音声をUltra HD Blu-ray、Blu-rayの両方に収録。
- Blu-ray 「U.C.ガンダムBlu-rayライブラリーズ」としてスペシャルプライスBlu-rayが発売された。日本語, 英語, 中国語字幕付き。(2枚組、2019年9月26日発売)

### 映像配信
2020年5月22日にYouTubeガンダムチャンネルで登録者50万人突破を記念して24時間限定でイベント配信された。冒頭と最後に森口博子のビデオメッセージも配信されている。同年11月6日にもMETAL BUILD ガンダムF91 CHRONICLE WHITE Ver.商品化記念として48時間限定配信されている。

## 評価

### 庵野秀明
アニメーション作家で映画監督の庵野秀明は、本作を「変な映画」であると評し、最大の失敗は、日頃からサンライズのアニメーターを信用していなかった富野由悠季が、本作に限っては彼らを信用してしまい、拙い演出描写を露呈してしまったことだとしている。一方で登場人物の設定造形については評価しており、特にカロッゾ・ロナが後悔の念から鉄仮面として振る舞う描写については、日本の恥の文化が色濃く反映されていると指摘している。

### 幾原邦彦
アニメーション監督で音楽プロデューサーの幾原邦彦は、安彦良和のキャラクターデザインが表層的に完璧過ぎて、作品としてのバランスが取れておらず、逆に気持ちが悪いと語り、鉄仮面として振る舞うカロッゾ・ロナについては、顔を隠した制作当時の富野由悠季であるとして、家族やスタッフに対して後悔や謝罪の念を抱く一方で、暴力は当然の如く振るうという二面性の本音が見えるとしている。また、主人公が他者に依存しない人間である点にも注目して、制作当時の富野由悠季が「若い才能に打ちのめされたい欲求」と「打ちのめされた自分がグレードアップして返り咲きたい欲求」を抱えていたと指摘し、物語の最後で、カロッゾの娘であるヒロインと主人公を再会させて、カロッゾにとっての疑似的な養子関係を演出させたことから、若い才能にガンダムを任せつつ、富野自身は楽をしてガンダムを創ろうとする図式が見えると述べている。

### 押井守
映画監督でアニメーション演出家の押井守は、富野由悠季がもう一度、若者の世界に降りてモノづくりしようと斟酌した結果、見事に失敗した作品であるとして、富野が制作側の女性スタッフから、「頭で考えた少年でしかない」と批判された内幕も明かした上で、迎合した部分のせいで、作品のパワー自体もぬるくなっていると酷評している。

## 関連作品

### 小説
機動戦士ガンダムF91 クロスボーン・バンガード
- 上巻：ISBN 978-4-04-410134-3
- 下巻：ISBN 978-4-04-410135-0

全2巻の小説が富野由悠季により執筆され、角川書店（角川スニーカー文庫）より刊行されている。表紙イラストと挿絵は美樹本晴彦が担当。
上巻の3/4程度は劇場版の物語より過去のエピソードであり、クロスボーン・バンガードの母体であるブッホ・コンツェルンやロナ家の成り立ちからマイッツァー・ロナが挙兵に至る経緯、ハイスクール時代のシーブックとセシリーの出会いなどについて詳しく語られている。また、劇場版の物語の始まりであるC・VのフロンティアIVへの侵攻以降のストーリーでも、劇場版では細かく説明されていない設定や各登場人物の心理描写などが描かれており、より深く作品を理解できる内容となっている。なお、物語の展開は劇場版とは大まかな流れは変わらないものの、設定の一部や終盤の展開が異なる。

### コミック
機動戦士ガンダムF91
劇場公開に合わせて講談社の少年向け漫画雑誌『コミックボンボン』の1991年1月号から同年5月号に連載された漫画作品。作画は井上大助。
少年漫画としてかなり大きくアレンジされており、劇場版では実直な好青年であるシーブックの性格や口調がかなり乱暴なものになっている。
単行本は1991年5月にボンボンKCで発売された後、2000年に大都社から『機動戦士ガンダム0080』（著：池原しげと）とカップリング収録で復刻されている。
機動戦士ガンダムF91〈番外編〉シーブックの騎士道物語
作画は上記コミックと同じく井上大助。ガンダムマガジンNo.5、No.6に掲載。
機動戦士ガンダムF90
『F91』での小型MS展開の露払いとして1990年より展開したプラモデルを中心とするメディアミックス企画。ガンダムF90の登場に関連して、作品世界での小型MSの誕生の経緯について設定され、ガンダムF90を主役機とした複数の物語が展開される。
「サイバーコミックス」および「SDクラブ」に連載された漫画の物語は『F91』の3年前。地球連邦軍とジオン公国軍の残党の戦いが描かれる。
ゲームとしては後述の『機動戦士ガンダムF91 フォーミュラー戦記0122』が発表されている。
機動戦士ガンダム シルエットフォーミュラ91
1992年より発表された、プラモデル、小説、漫画によるメディアミックス企画。ガンダムF91の技術を盗用した機体であるシルエットガンダムなどが設定されている。物語の舞台は『F91』の1か月前。シルエットガンダムの実動試験中におけるクロスボーン・バンガードとの遭遇と、そこから始まる一連の事件について描かれる。
機動戦士クロスボーン・ガンダム
1994年から1997年に『月刊少年エース』に連載された、長谷川裕一著の漫画作品。『F91』の10年後、コスモ・バビロニアが既に崩壊した後の時代を舞台としている。宇宙海賊として再興したクロスボーン・バンガードの木星帝国との戦いが描かれる。
機動戦士ガンダムF91プリクエル
作画はおおのじゅんじ。『月刊ガンダムエース』2020年3月号2024年6月号まで連載された。映画の前日譚を描く。小説版をベースとしているが、本作独自のエピソードも描かれ、時系列は一定していない。
- 富野由悠季（原作） / おおのじゅんじ（作画）、KADOKAWA〈角川コミックス・エース〉、全6巻
  1. 2020年9月24日発売[36]、ISBN 978-4-04-109894-3
  2. 2021年3月26日発売[37]、ISBN 978-4-04-109894-3
  3. 2021年11月26日発売[38]、ISBN 978-4-04-112102-3
  4. 2022年10月26日発売[39]、ISBN 978-4-04-113144-2
  5. 2023年8月25日発売[40]、ISBN 978-4-04-114165-6
  6. 2024年11月26日発売[41]、ISBN 978-4-04-115593-6

機動戦士ガンダムF91 エターナルウインド
作画はおおのじゅんじ。『月刊ガンダムエース』2025年1月号より連載中。アニメ本編と小説版をベースとした正編を描く作品となる。
- 富野由悠季（原作） / おおのじゅんじ（作画）、KADOKAWA〈角川コミックス・エース〉、既刊1巻（2025年6月26日現在）
  1. 2025年6月26日発売[43]、ISBN 978-4-04-116395-5

### ゲーム
機動戦士ガンダムF91 フォーミュラー戦記0122
劇場公開後の1991年夏に発売された、スーパーファミコン用のゲームソフト。「SFC版F91」「ゲーム版F91」のように呼称される場合も多いが、実際には前述の『F90』の展開上で発表された外伝作品であり、登場人物が異なるほか、登場MSも一部が共通するのみである。ガンダムF90の装備としてガンダムF91の試験のためのVタイプなどが登場している。物語の舞台は『F91』の1年前。ジオン公国軍の残党の壊滅と、その裏でのクロスボーン・バンガードの暗躍が描かれる。
機動戦士ガンダム クライマックスU.C.
2006年に発売された、PlayStation 2用のゲームソフト。ガンダムシリーズの映像作品の1つとして『F91』が収録されている。SDガンダム作品以外で初めて『F91』のシナリオが再現されているほか、ゲームのエンディング曲として『F91』のテーマ曲である『ETERNAL WIND』が使用されている。
また、漫画版『機動戦士ガンダム クライマックスU.C. 紡がれし血統』は『F91』の時間軸での物語と、『機動戦士ガンダム』から『逆襲のシャア』までの時間軸での物語を並行する構成となっている。
F91パーフェクト3
バンプレストが製造したアーケード用メダルゲーム。頭部・胴体・脚部の縦3列のスロットを揃えて作中に登場したMSを完成させるとメダルが払い戻される。なお、頭部と胴体、胴体と脚部のみが揃った場合は投入したメダルが払い戻される。

### その他
F91-MSV（機動戦士ガンダムF91モビルスーツバリエーション）
『F91』の作品世界のMSのデザインや設定を行う企画（モビルスーツバリエーション）。メカニックデザインは『F91』と同様に大河原邦男が担当。複数の雑誌、情報誌などで展開された。
バンダイ発刊の模型雑誌『B-CLUB』では、本作の劇場公開に先駆けて、ガンダムF91のベースとなったMS、ガンダムF90に関連する企画が発表された。この企画は後述の『機動戦士ガンダムF90』へと発展しており、主にガンダムF90のバリエーションと関連作品に登場するMSが同企画のMSとして分類される。
また、『F91』の劇場公開に合わせて講談社よりガンダムシリーズ専門の漫画雑誌『ガンダムマガジン』が発刊され、アニメ作品中に登場したMSの重装備型などのバリエーションが発表されている。狭義の「F91-MSV」はこの企画を指す。
その他、前述の『機動戦士ガンダム シルエットフォーミュラ91』も企画当初は「F91-MSV」のタイトルで発表されている。